# Indigofera oblongifolia
Az Indigofera oblongifolia a hüvelyesek (Fabales) rendjébe, ezen belül a pillangósvirágúak (Fabaceae) családjába tartozó faj.

## Előfordulása
Az Indigofera oblongifolia előfordulási területe Afrika szaharai része és eme sivatag déli határain levő területek - legdélebben Angolában, valamint Ázsiában a Közel-Kelet és India között lévő térség. Srí Lankán és az indonéziai Balin is vannak állományai. Legfeljebb 500 méteres tengerszint feletti magasságig hatol fel.

## Megjelenése
A növény magassága általában 150 centiméter, de akár 3 méter is lehet. A levélnyél 3 centiméter hosszú. A kétszer szárnyas levél 1-5, néha 7 levélkékből áll. A virágzata kevesebb, mint 11 centiméter. A hüvelytermés 12-18 milliméter hosszú és 2 milliméter széles. Egy hüvelytermésben 5-8 mag ül.

## Életmódja
A homokos sivatagi füves pusztákat és bozótosokat kedveli. A brakkvízű területeket is megtűri. Az állatok egyaránt fogyasztják a levélzetét és a hüvelyestermését is.